# Panina Patera
La Panina Patera è una struttura geologica della superficie di Venere.